# Élmer Hermosa
Élmer Hermosa González  (Villa Capinota, Cochabamba, 13 de noviembre de 1959[cita requerida]) es un cantante y compositor boliviano de música folclórica, una de las voces principales del grupo Los Kjarkas. Es hermano menor de los cantautores Gonzalo Hermosa y de Ulises Hermosa. 

## Biografía
Elmer Hermosa nació en la ciudad de Villa Capinota en el Departamento de Cochabamba, el 13 de noviembre de 1959, allí también nacieron sus hermanos mayores Gonzalo y Ulises. Su familia es originaria del norte del Departamento de Cochabamba, siendo niño empezó a tocar los instrumentos musicales autóctonos como el charango, llegando a mostrar un gran dominio sobre este instrumento. Más adelante, en 1976, pasó a formar parte de Los Kjarkas como uno de los charanguistas y voces principales del grupo.

## Biografía musical
Su carrera musical se inició, cuando empezó a dedicarse  a estudiar música y formarse en géneros folclóricos autóctonos de la región andina y subandina de Bolivia. Tras la refundación de Los Kjarkas en la década de los años 70, Elmer pasó a formar del grupo, uniéndose  a sus dos hermanos Gonzalo y Ulises y los músicos Toño Canelas, Gastón Guardia, Guillermo Ponce y Édgar Villarroel (homónimo del fundador). Gracias a su voz y su talento, Los Kjarkas ha sido una de las agrupaciones que mayor reconocimiento tuvo dentro y fuera de Bolivia, donde Elmer ha sido uno de los intérpretes más reconocidos y aclamados por la audiencia. En un momento como solista, Elmer Hermosa se unió a  Esther Marisol, para colaborar en el álbum discográfico de la cantante titulada "Soy Chacarera". 

## Discografía

### Con los Kjarkas
- 1976 Bolivia
- 1977 Kutimuy
- 1977 Sueño milenario de los Andes
- 1980 Cóndor mallku
- 1981 Canto a la mujer de mi pueblo
- 1981 Desde el alma de mi pueblo
- 1982 En vivo desde Europa
- 1983 Sol de los Andes
- 1984 Pueblos perdidos
- 1984 Vivo en Japón
- 1985 Los Kjarkas desde Japón
- 1986 Instrumental Bolivia
- 1986 Instrumentales Inolvidables
- 1987 El amor y la libertad
- 1988 Chuquiago marka
- 1989 Génesis aymara
- 1989 Sin palabras (Ch'uwa Yacu)
- 1990 Los Andes descubrió su rostro milenario
- 1991 Tecno Kjarkas (recopilatorio en estilo tecno)
- 1992 El árbol de mi destino
- 1993 Hermanos
- 1994 A los 500 años
- 1995 Quiquin... Pacha (Por un mundo nuevo)
- 1996 Sentimiento Andino
- 1997 Kjarkas
- 1997 Por siempre (recopilatorio)
- 1998 Al carnaval
- 1998 El líder de los humildes
- 1999 El concierto del siglo (vídeo concierto)
- 2000 Kaluyos y pasacalles
- 2001 30 años solo se vive una vez (recopilatorio)
- 2001 Lección de vida
- 2001 Navidad en los Andes (Villancicos folklóricos)
- 2002 Que no muera la tradición Vols. 4 y 5
- 2004 Más allá (DVD concierto)
- 2006 35 años (DVD de videoclips)
- 2010-12 40 años y más (incluido un documental)
- 2012 40 años después
- 2016 La leyenda viva (45 Años)